# Acontia nivipictoides
Acontia nivipictoides är en fjärilsart som beskrevs av Embrik Strand 1917. Acontia nivipictoides ingår i släktet Acontia och familjen nattflyn. Inga underarter finns listade i Catalogue of Life.